# Beatriz Milhazes
Beatriz Milhazes (* 1960 in Rio de Janeiro) ist eine brasilianische Künstlerin. Milhazes ist bekannt für ihre farbigen Arbeiten, in denen sie folkloristische Elemente der brasilianischen Kultur europäischen Arbeiten der Moderne gegenüberstellt. Ihre Arbeiten sind geprägt durch den Schriftsteller Oswald de Andrade, einen Vertreter der Modernismo-Strömung.

## Leben und Werk
Als Tochter eines Anwalts und einer Kunsthistorikerin wuchs Milhazes in Rio de Janeiro auf. Sie studierte Soziale Kommunikation an der privaten Faculdades Integradas Hélio Alonso und wechselte dann zur Escola de Artes Visuais do Parque Lage.
Internationalen Durchbruch erlangte sie mit ihren Arbeiten auf der Carnegie International 1995. 2003 vertrat Milhazes Brasilien auf der Biennale von Venedig.
Milhazes stellte bisher ihre Arbeiten in einer Reihe renommierter Museen aus, darunter Museum of Modern Art, New York, Museum of Contemporary Art (Tokio), Pinacoteca do Estado de São Paulo und das Musée d’art moderne de la Ville de Paris. Milhazes Arbeiten sind auch Teil der ständigen Sammlungen u. a. des Museum of Modern Art, des Metropolitan Museum of Art und des Museu de Arte Moderna, São Paulo.

## Ausstellungen (Auswahl)
- 2000 Museum of Modern Art, New York.[7]
- 2003 Biennale di Venezia, Venedig.
- 2009 Fondation Cartier, Paris.
- 2011 Fondation Beyeler, Basel,[8] Katalog.
- 2014 Beatriz Milhazes. Jardim Botânico, Pérez Art Museum Miami (PAMM).[9]
- 2021 Safety Courtain Wiener Staatsoper (Vienna)[10]